# La Mesa Motel
Le La Mesa Motel était un motel américain à Albuquerque, dans le comté de Bernalillo, au Nouveau-Mexique. Construit en 1938 dans le style Pueblo Revival, il est inscrit au New Mexico State Register of Cultural Properties le 17 septembre 1993 puis au Registre national des lieux historiques le 22 novembre 1993 mais est tout de même démoli en mars 2003.